# 베니 아그바야니
베니 아그바야니(Benny Peter Agbayani, Jr., 1971년 12월 28일 ~ )는 미국의 전 프로 야구 선수이며 뉴욕 메츠 시절 감독이었던 바비 발렌타인이 2004년 지바 롯데 마린스 감독으로 부임하자 2009년까지 이 팀에서(당시 등록명은 베니) 선수생활을 마쳤다.

## 수상
- 아시아 시리즈 MVP : 1회(2005년)